# ハリエット・バッケル
ハリエット・バッケル（Harriet Backer、1845年1月21日 - 1932年3月25日）は、ノルウェーの画家である。ノルウエーを代表する女性画家とされる。室内や人物を描いた作品などで知られている。

## 略歴
現在のヴェストフォル県のホルメストランの裕福な海運商の娘に生まれた。妹に有名なピアニスト・作曲家のアガーテ・バッケル＝グロンダール(1847-1907)がいる。家族は1856年にクリスチャニア (オスロ) に移住した。
12歳でのクリスチャニアに移った時からJoachim Calmeyerという画家から絵を学び、1871年から歴史画を得意とするクリスチャニアの画家のクヌード・ベルスリエン(Knud Bergslien: 1827-1908)に学んだ。その後エイリッフ・ペーテシェン(1852-1928)からも学んだ。
1878年から1888年の間はパリで暮らし、レオン・ボナの工房で学んだ。パリでは自然主義や印象派の画家から影響を受けた。ピアニストの妹の演奏旅行に同行するなど、ヨーロッパ各地を旅した。
1888年にノルウェーに戻り、クリスチャニア近郊のサンドヴィカ(Sandvika)で暮らした。1889年のパリ万国博覧会に出展し、賞を受けた。1889年から1912年までクリスチャニアで美術学校を運営し、 Marie Hauge、Lars Jorde、Henrik Lundといった若い画家に影響を与えた。有名な作家となったコーラ・サンデル(Cora Sandel: 1880-1974)にも絵を教えた。
1932年にオスロで亡くなった。室外から差し込む光や人工的な光に照らされる室内の調度や人物を描くことが多かった。

## 作品

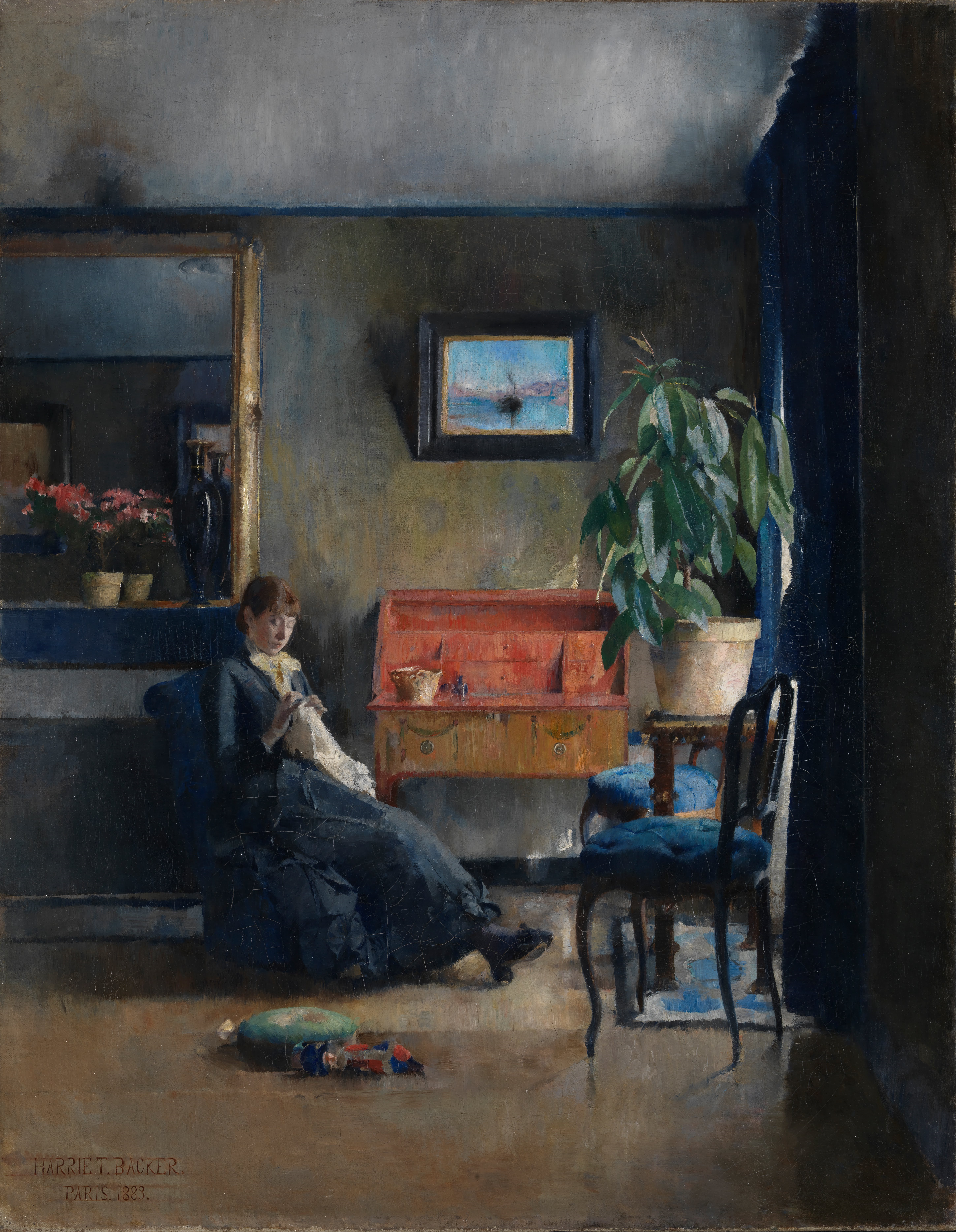
青い室内　(1888) オスロ国立美術館
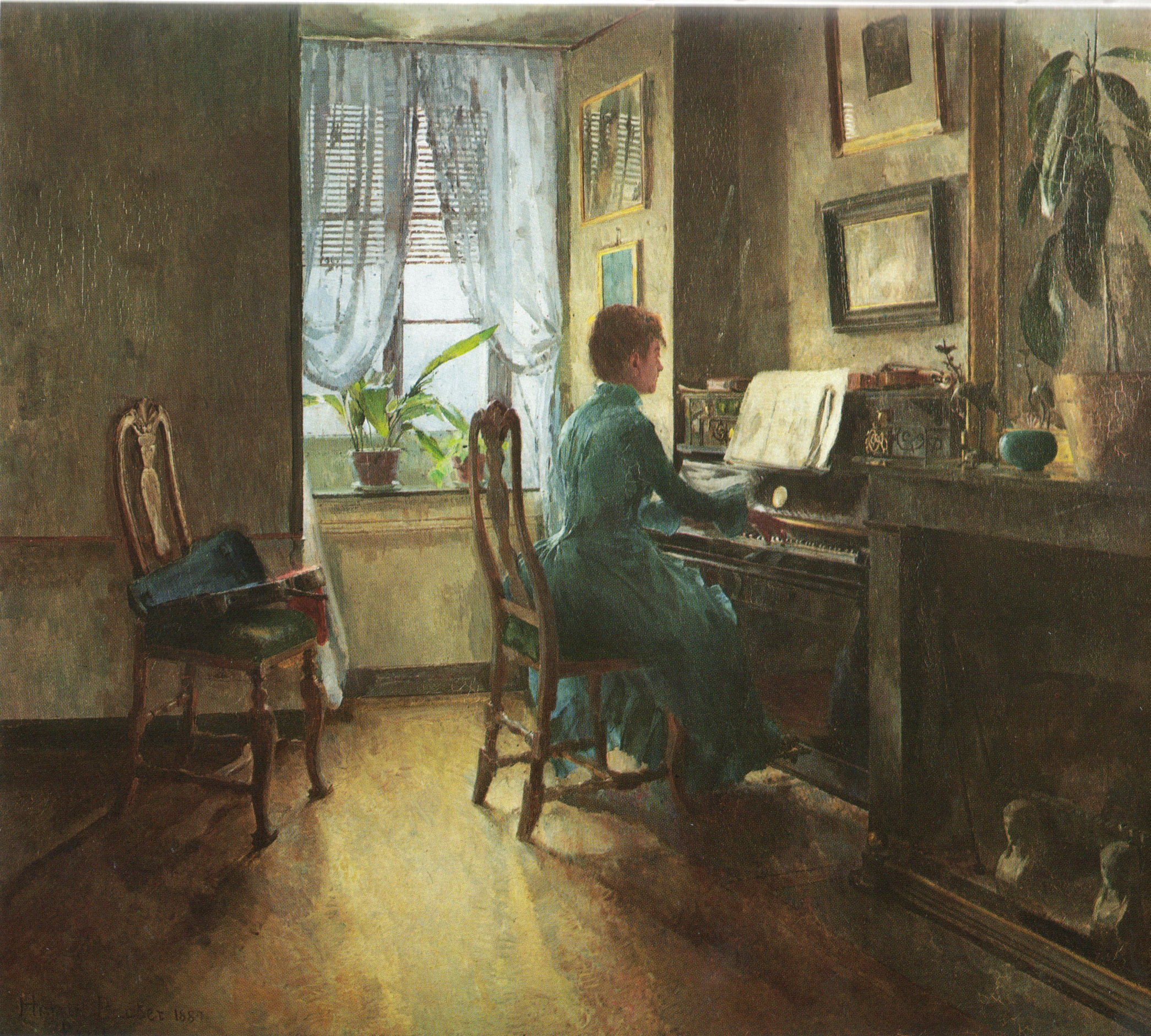
我が家 (1887) オスロ国立美術館
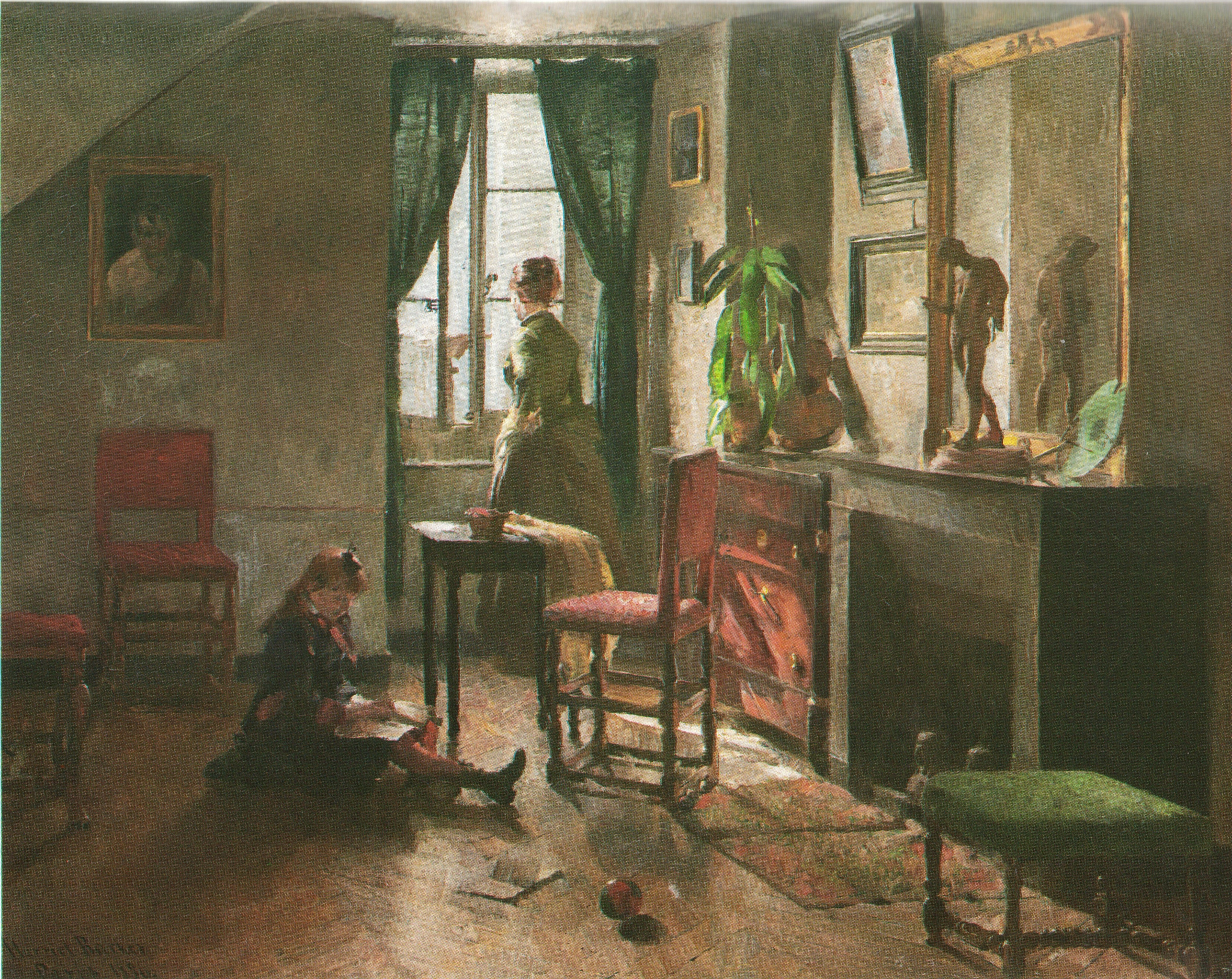
人物のいる室内 (1886)、個人蔵
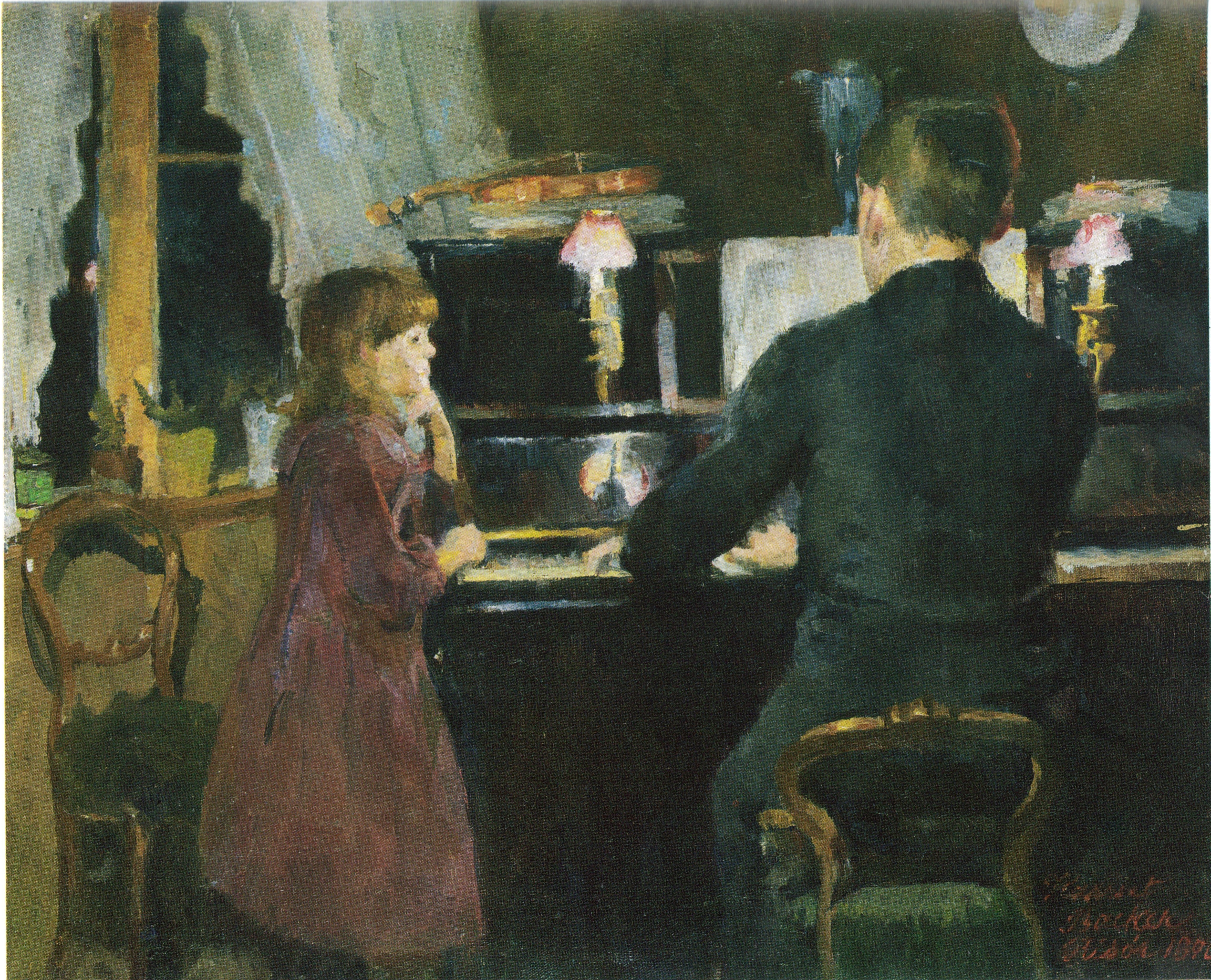
演奏する兄 (1890) イェーテボリ美術館
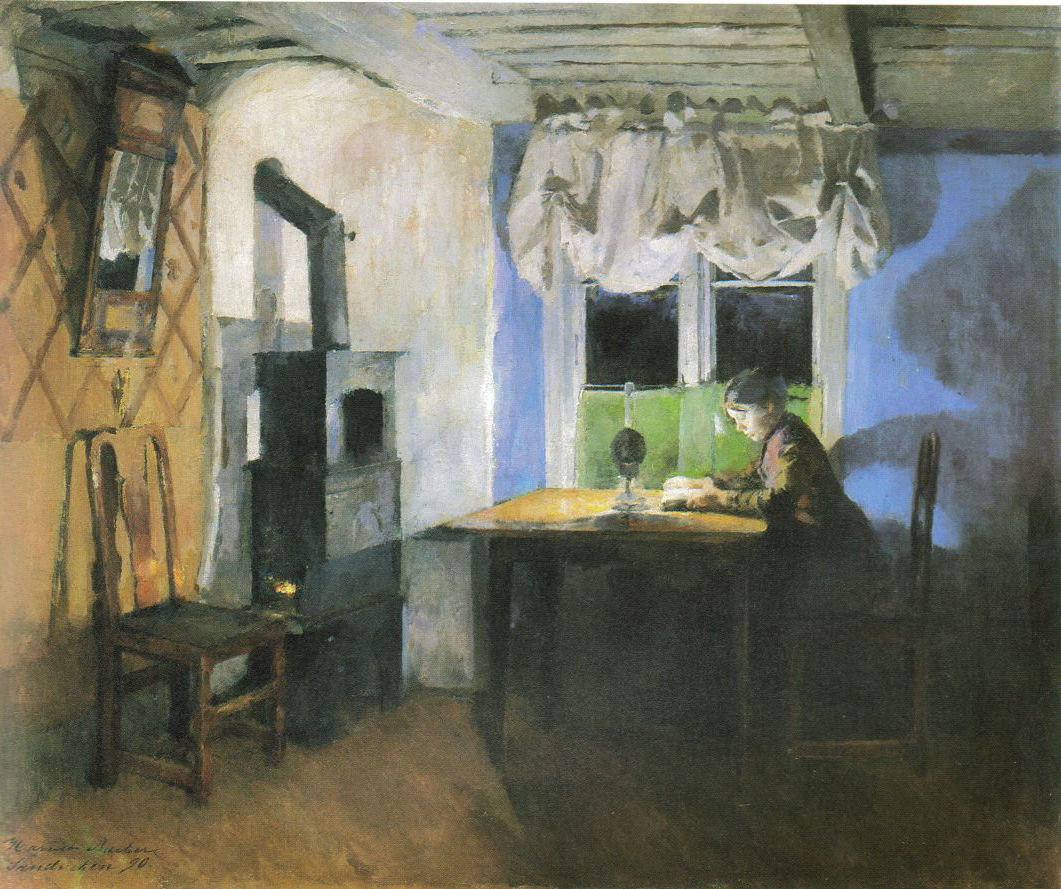
灯りの下での仕事 (1890) KODE Art museums and composer homes
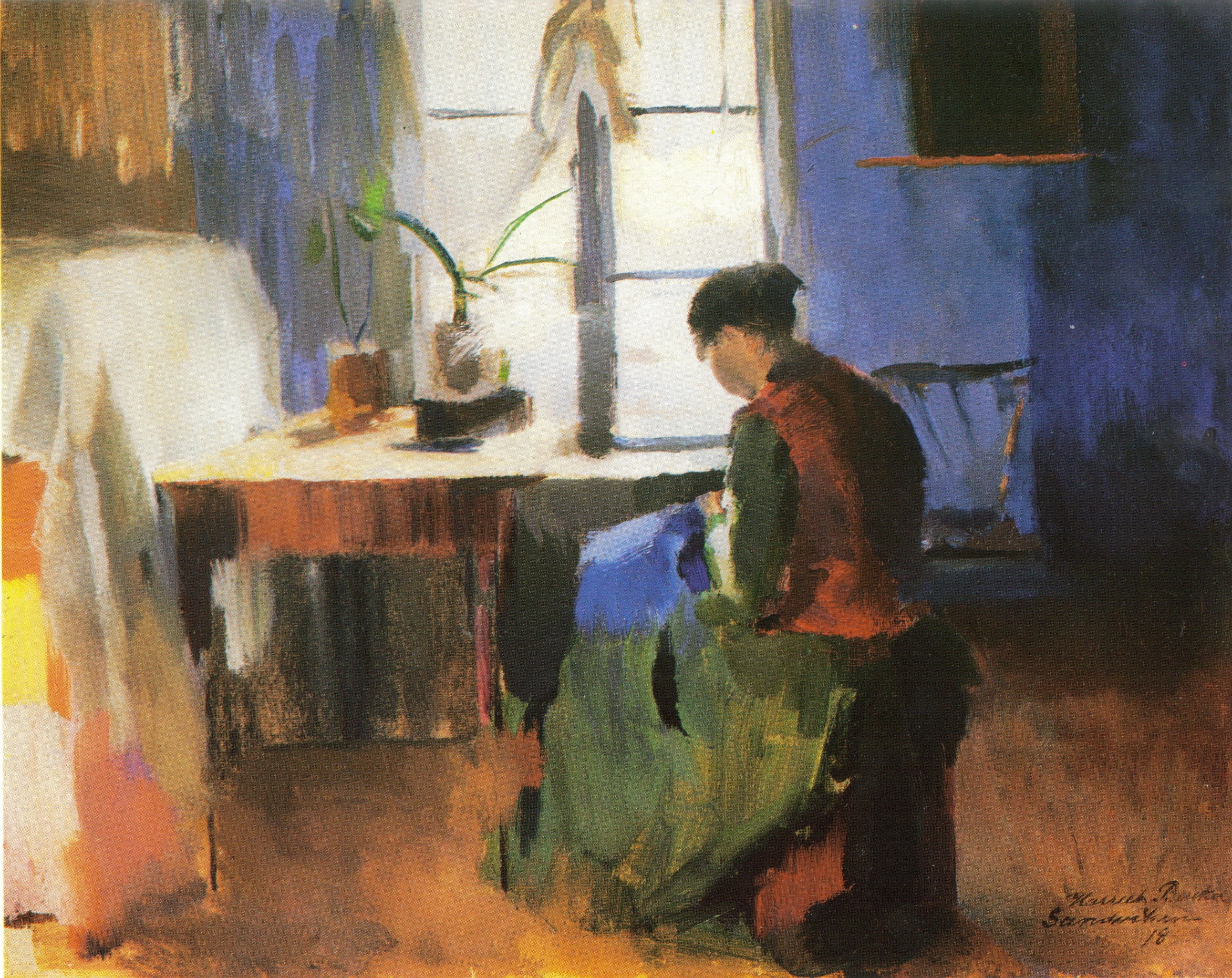
縫物する女性 (1890)、個人蔵
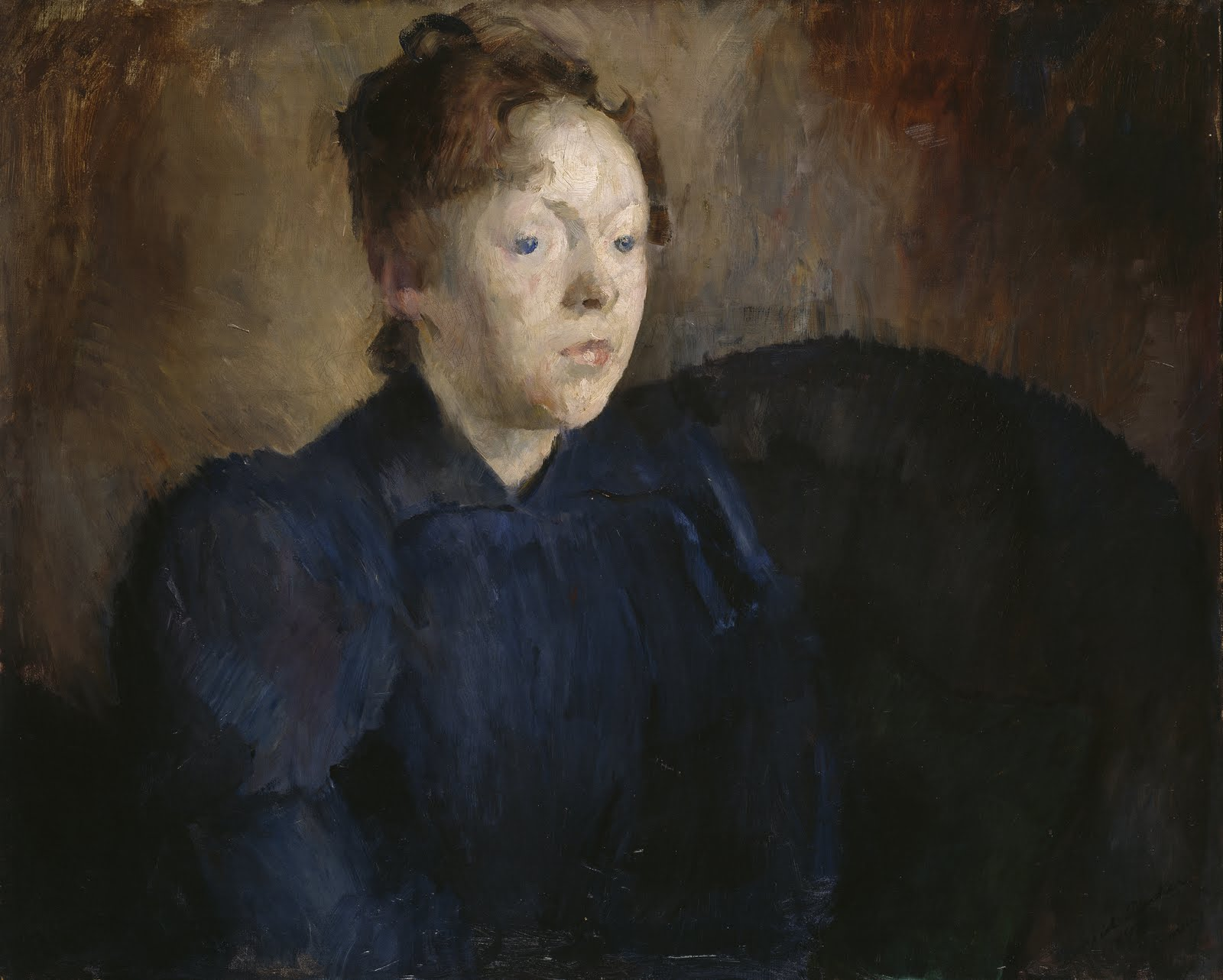
Nenna Jahnsonの肖像 (1892) オスロ国立美術館
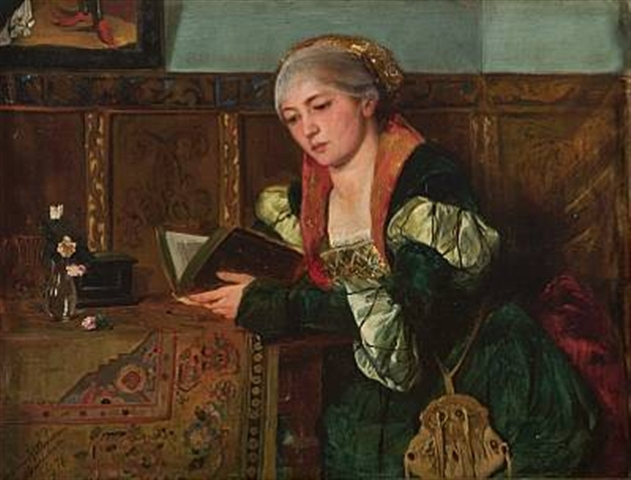
ルネサンスの衣装で読書する女性 (1878)、個人蔵
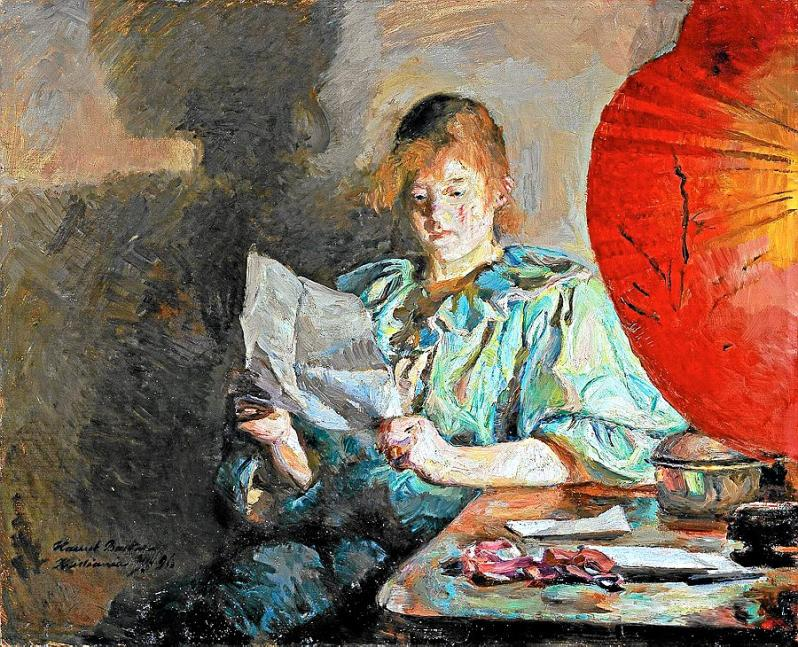
夕刻の室内(1890) オスロ国立美術館
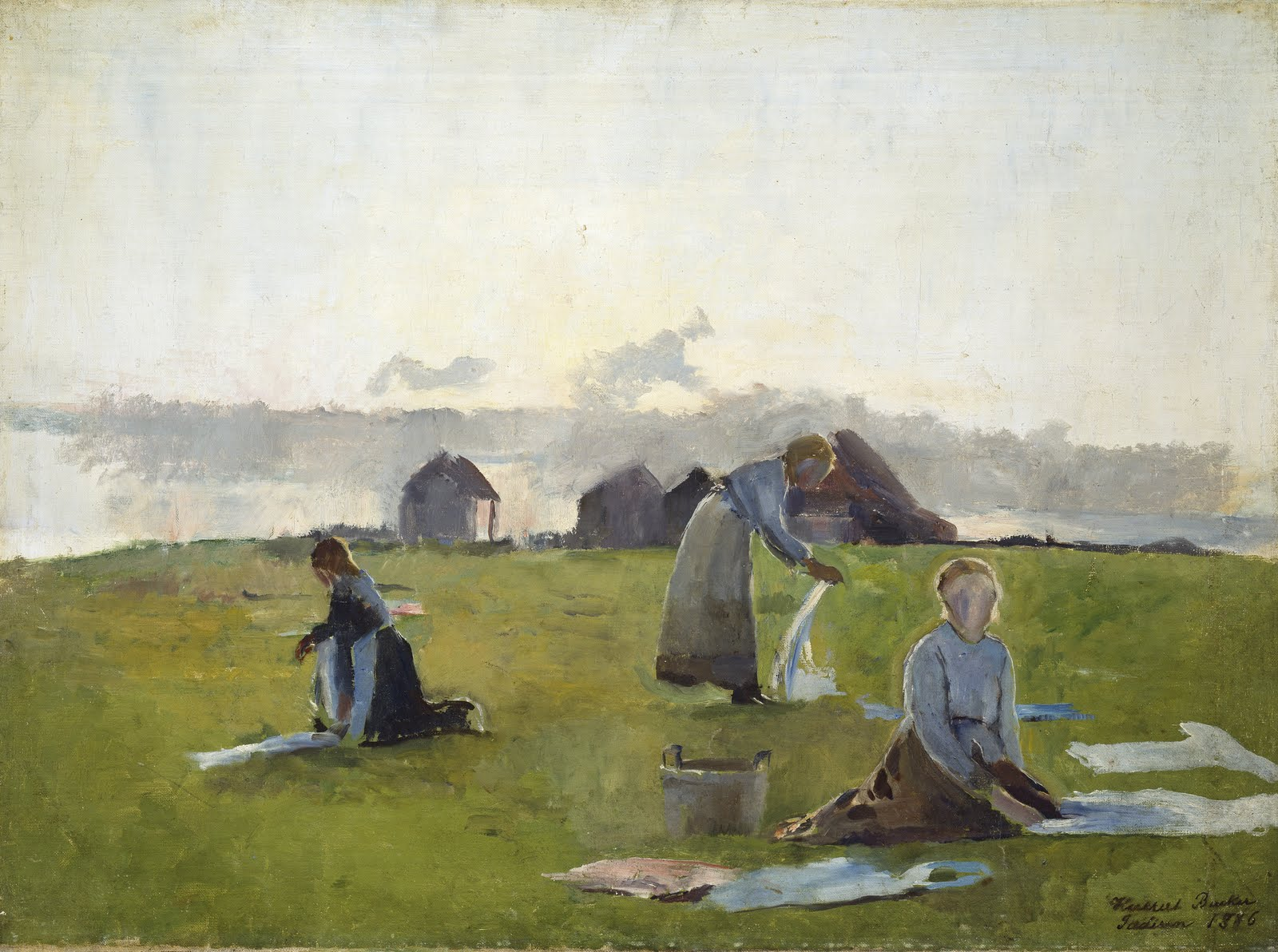
洗濯ものを乾かす女性たち　(1884) Reksten Collection